# Idoia Estornés Zubizarreta
Idoia Estornés Zubizarreta (Santiago de Chile, 28 de noviembre de 1940) es una historiadora y escritora española.

## Biografía
Hija de Bernardo Estornés y de Ignacia Zubizarreta, Idoia Estornés nace en Santiago de Chile en 1940, en el seno de una familia nacionalista vasca exiliada a causa de la Guerra Civil. En 1958 se establece en San Sebastián donde, en 1961, inicia la carrera de Filosofía y Letras. Entre 1962 y 1966 finaliza sus estudios en la Universidad de Navarra, por la cual obtendrá posteriormente el doctorado en Historia, en 1988.
En 1976 publica su primera obra, Carlismo y abolición foral. 1876-1976 (Auñamendi, San Sebastián, 1976, 250 pp.). Ha sido Directora de Redacción del Diccionario Enciclopédico Vasco  de Auñamendi  y colaboradora de prensa española  y francesa varia desde 1976. Entre 2000 y 2006 dirige también la actualización de la Enciclopedia General Ilustrada del País Vasco, dedicándose a ello en exclusiva.
En 2013 publica su obra Cómo pudo pasarnos esto. Crónica de una chica de los 60. (Erein, San Sebastián, 2013, pp. 572), que queda finalista del Premio Nacional de Ensayo 2014 y recibe el Premio de Literatura Euskadi 2014, en la categoría de literatura en castellano.

## Obras
- Carlismo y abolición foral. 1876-1976. (Auñamendi, San Sebastián, 1976, 250 p.)
- Qué son los partidos abertzales (San Sebastián, 1977, 115 p.)
- La Sociedad de Estudios Vascos 1918-1936. Aportación de Eusko-Ikaskuntza a la cultura vasca. (Eusko Ikaskuntza, San Sebastián, 1983, 300 p.)
- La construcción de una nacionalidad vasca. El autonomismo de Eusko-Ikaskuntza (1918-1931) (tesis doctoral), (Eusko Ikaskuntza, San Sebastián, 1990, 728 p.)
- Cómo pudo pasarnos esto. Crónica de una chica de los 60. (Erein, San Sebastián, 2013, p. 572)
- Cuando Marx visitó Loyola. Un sindicato vasco durante el periodo franquista. (Erein, San Sebastián, 2017, 327 pp).

## Premios y reconocimientos
- Premio Literario de Ensayo Euskadi 1988.[3]
- Premio de Literatura Euskadi 2014, en la categoría de literatura en castellano, y finalista del Premio Nacional de Ensayo 2014, por su obra Cómo pudo pasarnos esto. Crónica de una chica de los 60.[4]